# شاپور (رپر)
شاپور خواننده‌ای در سبک رپ اهل ایران می‌باشد. او عضو گروه موسیقی ملتفت است و رپری سیاسی محسوب می‌شود. از هویت شاپور اطلاعات زیادی در دسترس نیست.

## فعالیت‌ها
شاپور در حدود سال ۱۴۰۱ به‌طور رسمی به عنوان عضو گروه ملتفت معرفی شد. او با انتشار آهنگ‌هایی همچو «کرکره»، «قاسم کجایی»، «اطلاعات» و «فراموشی» و «آچمز» و مشارکت در آلبوم «حق» از فدائی شروع کار خود در گروه ملتفت را اعلام کرد. آهنگ‌های او که بیشتر مضمون سیاسی و ضد جمهوری اسلامی دارند. برخی از قطعات آهنگ‌های وی همچو قطعه‌ای از آهنگ «مرگ بر کل نظام» در خیزش ۱۴۰۱ ایران به صورت شعار استفاده می‌شدند. با این حال در کارنامه این خواننده می‌توان آهنگ‌هایی را نیز به صورت دیس مشاهده کرد.

## ترانه‌شناسی
| تاریخ انتشار | عنوان تک آهنگ            | آلبوم  | تنظیم          |
| ------------ | ------------------------ | ------ | -------------- |
| ۱۳۹۹         | اطلاعات                  | تک‌خوان | مهدیار آقاجانی |
| ۱۴۰۰         | قاسم کجایی؟              | تک‌خوان | مهدیار آقاجانی |
| ۱۴۰۱         | نارفیق (همراه با فدایی)  | حق     | مهدیار آقاجانی |
| ۱۴۰۱         | مرگ بر کل نظام           | تک‌خوان | مهدیار آقاجانی |
| ۱۴۰۲         | کرکره                    | تک‌خوان | مهدیار آقاجانی |
| ۱۴۰۲         | آچمز (همراه با فدایی)    | تک‌خوان | مهدیار آقاجانی |
| ۱۴۰۲         | فراموشی (همراه با فدایی) | تک‌خوان | مهدیار آقاجانی |
| ۱۴۰۲         | الکی                     | تک‌خوان | مهدیار آقاجانی |
| ۱۴۰۲         | دلقک                     | تک‌خوان | مهدیار آقاجانی |
| ۱۴۰۲         | میام پیشت                | تک‌خوان | مهدیار آقاجانی |
| ۱۴۰۳         | فکت                      | تک‌خوان | مهدیار آقاجانی |
| ۱۴۰۳         | باطل                     | تک‌خوان | مهدیار آقاجانی |
| ۱۴۰۳         | سگ‌پدر                    | تک‌خوان | مهدیار آقاجانی |
| ۱۴۰۳         | کمین (همراه با فدایی)    | تک‌خوان | مهدیار آقاجانی |
| ۱۴۰۳         | مسلحیم (همراه با فدایی)  | عشق    | مهدیار آقاجانی |
| ۱۴۰۴         | سفید                     | تک‌خوان | مهدیار آقاجانی |
| ۱۴۰۴         | کویر                     | تک‌خوان | مهدیار آقاجانی |